# Fórmula de Baker-Campbell-Hausdorff
Em Teoria de Lie, teoria de operadores e teoria matricial, a fórmula de Baker-Campbell-Hausdorff descreve a exponenciação de elementos de uma álgebra de Lie que não necessariamente comutam:
{\displaystyle \exp(A)\exp(B)=\exp(A+B+{\frac {1}{2}}[A,B]+{\frac {1}{12}}([A,[A,B]]+[B,[B,A]])+...)}

onde {\displaystyle [A,B]} é o comutador da álgebra, e os termos posteriores são todos comutadores de comutadores.

## Importância
A fórmula é importante em mecânica quântica no cálculo da evolução temporal de observáveis e teoria quântica de campos e em Teoria de Lie na correspondência entre Álgebras de Lie e Grupos de Lie.

## Casos Especiais
No caso em que {\displaystyle [A,B]=0} a fórmula se reduz à exponenciação como para números:
{\displaystyle e^{A}e^{B}=e^{A+B}}
o que mostra que, para elementos que comutam, a exponenciação tem o mesmo comportamento que nos complexos.
Um caso especial importante na mecânica quântica é quando vale que {\displaystyle [A,[A,B]]=[B,[A,B]]=0}, isto é, os operadores comutam com seu comutador. Neste caso a fórmula se reduz a {\displaystyle e^{A}e^{B}=e^{A+B+{\frac {[A,B]}{2}}}}. 
No caso da representação da álgebra por matrizes, é possível obter uma fórmula explícita dos termos da série.

## Ligações Externas
- Notes on Baker-Campbell-Hausdorff (BCH) Formulae

- THE BAKER–CAMPBELL–HAUSDORFF FORMULA

## Ver Também
- Operador

- Teoria dos Grupos

- Teoria de representação

- Teoria de Lie